# ایکنات ایشواران
ایکنات ایشواران (به انگلیسی: Eknath Easwaran) هنگامی که در سال ۱۹۵۹ وارد ایالات متحده آمریکا شد یک نویسنده و یک پروفسور موفق ادبیات انگلیسی بود. در سال ۱۹۶۱ مرکز مدی تیشن کوه آبی را در برکلی بنیان نهاد. همان‌طور که خودش می‌گوید، مرکزی برای حرکت (از آموزش برای مدرک به آموزش برای زندگی). او شاید نخستین درس واحد نظری و اولین مدی تیشن را که در یک دانشگاه رسمی در غرب، در دانشگاه برکلی کالیفرنیا، ارائه می‌شد، آموزش می‌داد.
ایشواران نویسنده بیش از ۲۰ عنوان کتاب است که به ۱۸ زبان ترجمه شده‌است. او آثار کلاسیک عارفان جهان را بیش از ۳۵ سال تدریس کرد.
او نوشت: کتاب در گاندی. این است که به فارسی ترجمه شده‌است: راه عشق: داستان تحول روحی مهاتما گاندی.